# Night Shift (Apple)
Pour les articles homonymes, voir Night Shift.

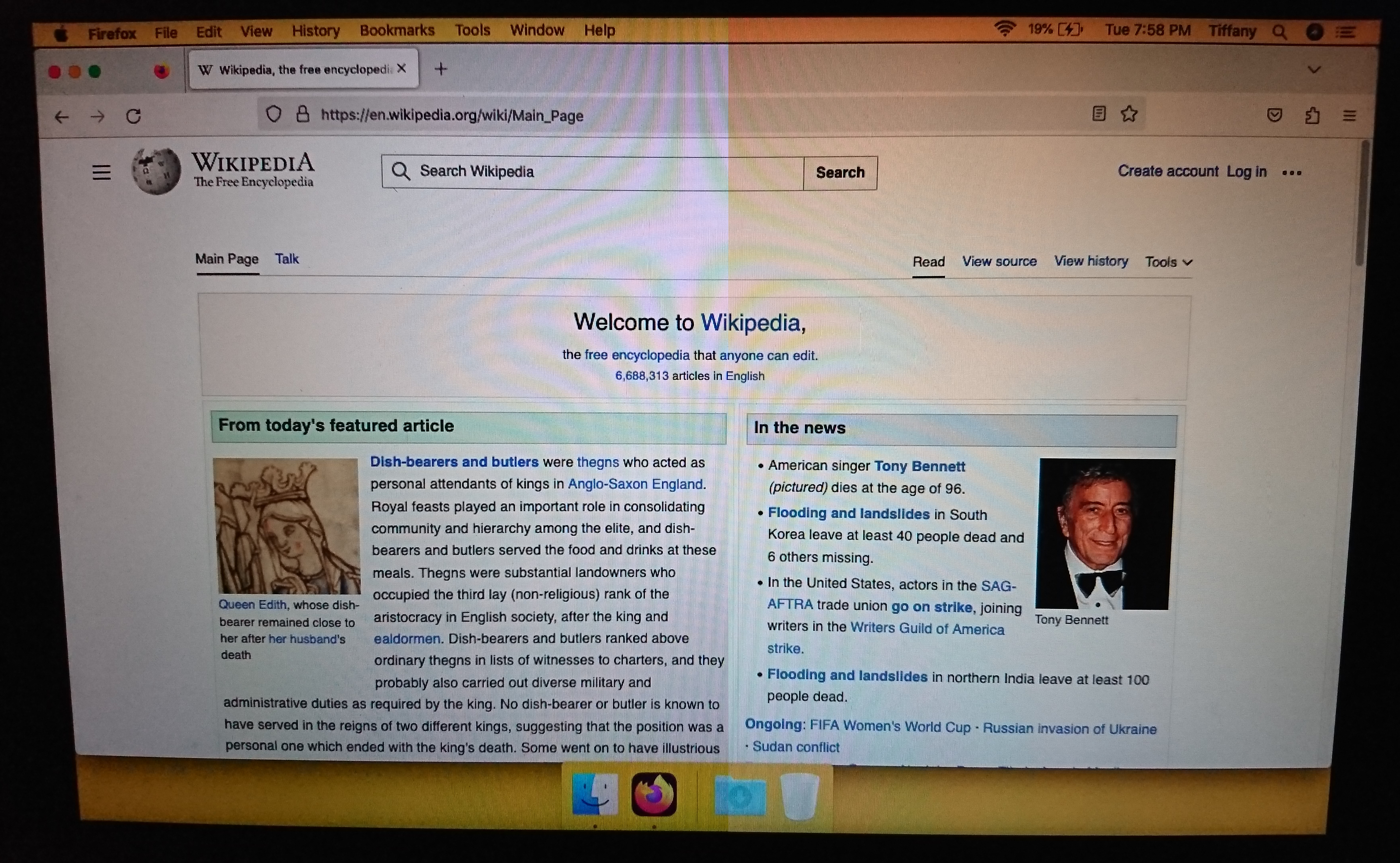
Deux photos d'un écran assemblés, l'équipe de nuit désactivée (à gauche) et les paramètres par défaut de l'équipe de nuit (à droite)

Night Shift est une fonctionnalité logicielle intégrée à iOS et macOS. Cette fonctionnalité est présente depuis sur iOS depuis la version 9.3 et sur macOS depuis la mise à jour macOS Sierra 10.12.4,,,,. Night Shift change la température de couleur de l'écran en passant d'un blanc vif à des couleurs plus jaunâtres du spectre lumineux visible. Le fonctionnement est similaire à celui de f.lux.

## Compatibilité
Night Shift est compatible avec tous les appareils iOS équipés de processeur 64 bits tournant sous iOS 9.3 ou ultérieur. Pour les Macintosh, seules les machines de 2012 ou plus récentes et équipées de macOS Sierra 10.12.4 ou ultérieur sont compatibles.

## Fonctionnement
Night Shift peut être activé manuellement depuis les réglages d'iOS ou dans les préférences système sur macOS. La fonction peut également être activée ou désactivée via le centre de notification (sur macOS) ou dans le centre de contrôle (sur iOS), ou elle peut très bien être gérée automatiquement en fonction du lever et du coucher du soleil ou via des horaires définies arbitrairement par l'utilisateur. L'utilisateur peut aussi choisir l'intensité dans les réglages (iOS) ou dans les préférences système (macOS).